# Нуйно-Старе
Нуйно-Старе — пасажирський залізничний зупинний пункт Рівненської дирекції Львівської залізниці на лінії Ковель — Камінь-Каширський.
Розташований у с. Нуйно Камінь-Каширського району, між станціями Вербка та Камінь-Каширський.
На зупинному пункті зупиняються приміські поїзди.